# Scopula septentrionicola
Scopula septentrionicola är en fjärilsart som beskrevs av Mcdunnough 1939. Scopula septentrionicola ingår i släktet Scopula och familjen mätare. Inga underarter finns listade.